# نجیب‌الله خواجه‌عمری
نجیب‌الله خواجه عمری سیاستمدار افغانستانی و وزیر اسبق وزارت تحصیلات عالی افغانستان در دولت وحدت ملی به ریاست جمهوری محمداشرف غنی است. وی پس از استعفا عبدالطیف روشان در ۱ قوس/آذر ۱۳۹۶ به‌عنوان سرپرست این وزارتخانه تعیین شد. در ۱۳ قوس/آذر ۱۳۹۶ توانست رای اعتماد پارلمان را کسب کند. در ۴ جوزا/خرداد ۱۳۹۸ عبدالتواب بالاکرزی جانشین وی به عنوان وزیر تحصیلات عالی افغانستان شد.

## زندگی و سرگذشت
نجیب‌الله خواجه عمری از قوم هزاره، زاده ۱۹۵۵ (میلادی) در ولسوالی خواجه عمری، ولایت غزنی است. وی تحصیلات ابتدائی خود را در مدرسه سید جمال‌الدین افغان، دوره متوسطه را در لیسه/دبیرستان عالی حبیبیه و تحصیلات عالی خود را در سال ۱۳۵۲ در لیسه/دبیرستان تکنیکی ثانوی در کابل به اتمام رسانید و در سال ۱۳۵۳ وارد دانشکده مهندسی دانشگاه کابل شد. وی در سال ۱۳۵۷ مدرک لیسانس خود را در رشته مهندسی مکانیک از دانشگاه کابل کسب کرد و در سال ۱۳۷۲ از انستیتوت تکنولوژی دهلی-هندوستان (IIT-Delhi) مدرک ماستری/فوق لیسانس و در سال ۱۳۷۷ نیز از همین مرکز مدرک دکترا خود را کسب کرد.

### دیگر فعالیت‌ها
- ۱۳۵۷–۱۳۷۰: کسب عضویت کادر علمی دانشکده مهندسی دانشگاه کابل و تدریس در همین دانشگاه.
- همکاری با وزارتخانه‌های کار و امور اجتماعی، فواید عامه، معارف در سمت مشاور.
- رئیس انستیتوت تکنیکی افغانستان (ای تی وی آی ATVI).